# 大野米蔵
大野 米蔵（おおの よねぞう、1913年5月 - 2010年12月2日）は日本の元公務員。秋田県体育協会副会長、秋田県体操協会名誉会長などを歴任。秋田県羽後町床舞出身。

## 略歴
1949年から1972年まで、秋田県教育庁に勤務。体育行政に携わる。秋田県教育庁保健体育課長だった1961年に行われた秋田国体（まごころ国体）では企画・運営・実施の中心として活躍する。1967年、財団法人秋田県体育協会を設立。
2010年12月2日午後4時20分、老衰のため秋田市内の病院で死去、97歳。

## 肩書き
- 1965年 - 秋田県スキー連盟会長に就任
- 1972年 - 秋田県観光開発株式会社取締役支配人
- 1972年～1992年 - 秋田県体操協会副会長
- 1973年 - 秋田カントリークラブ常任理事
- 1974年～1998年 - 秋田県立田沢湖スポーツセンター所長
- 1988年 - 秋田椿台カントリークラブ代表取締役社長
- 1993年 - 秋田県体操協会相談役

## 賞歴
- 秋田市文化功績章（体育）受賞（1979年）
- 秋田県文化功労章（1981年）
- 勲四等瑞宝章
- 文部省体育功労賞
- 国民体育大会功労者特別表彰
- 日本ユースホステル協会功労賞
- 日本レクリエーション協会功労賞
- 日本体操協会平沼賞
- 秋田県スポーツ賞特別顕彰

## その他
- 1982年から秋田県立田沢湖スポーツセンターで始まった中学校女子バスケット大会だが功績をたたえて2014年からは「大野米蔵杯」として隣県からも招待し行われている。

## 関連書籍
- 国体への道（秋田県体育協会四十年史）大野米蔵編
- 人々と步いたスポーツの道・大野米蔵先生記念集